# Bryum sullivanii
Bryum sullivanii är en bladmossart som beskrevs av C. Müller in Brotherus 1893. Bryum sullivanii ingår i släktet bryummossor, och familjen Bryaceae. Inga underarter finns listade i Catalogue of Life.